# Kilcullen
Kilcullen (irl. Cill Chuilinn) – małe miasteczko w Irlandii, w hrabstwie Kildare, znajduje się o około 30 mil od Dublina.